# ジュリオ・ナッタ
ジュリオ・ナッタ（Giulio Natta, 1903年2月26日 - 1979年5月2日）はイタリアの化学者。高分子化学における研究で1963年にカール・ツィーグラーと共にノーベル化学賞を受賞した。
インペリアに生まれ、1924年にミラノ工科大学化学工学科を卒業した。1927年、同大学で教授就任試験に合格した。1933年にパヴィア大学の一般化学研究所の所長・教授に就任した。1935年にはローマ大学で物理化学の教授となった。1936年から1938年までのあいだトリノ工科大学工業化学研究所の所長・教授であった。1938年にミラノ工科大学化学工学科の学科長に就いたが、これは前任者であるマリオ・レヴィ (Mario Giacomo Levi ) が当時ファシズムに支配されていたイタリアのユダヤ人差別により降格させられたためである。
工科大学における彼の研究によりツィーグラーの初期研究が改良され、ツィーグラー・ナッタ触媒の開発へとつながった。